# Wattpad
Wattpad este un program destinat citirii cărților electronice pe telefoane mobile, tablete sau calculatoare personale. Spre deosebire de dispozitivele dedicate citirii cărților, Wattpad nu necesită hardware special, ci folosește telefoanele mobile pentru a descărca textele din Internet, a le stoca și afișa. Conținutul este creat chiar de utilizatori, fiind permis oricui să contribuie.
De la lansarea sa în octombrie 2006 aplicația a fost descărcată de peste 3 milioane de ori . În februarie 2007 Wattpad a anunțat adăugarea a peste 17.000 de cărți din Proiectul Gutenberg. În martie 2009 a fost lansată și o versiune pentru iPhone ce a reușit să concureze cu alte aplicații de citit precum Amazon Kindle.
Wattpad este criticat pentru că găzduiește materiale supuse drepturilor de autor, deoarece conținutul poate fi încărcat în Internet de către orice utilizator înregistrat. De atunci au avut mai multe inițiative pentru a combate pirateria, incluzând programul Authors In Charge ce permite scriitorilor să identifice și să șteargă imediat materialele ilegale de pe site. .